# XV Premis de la Crítica de les Arts Escèniques
La quinzena edició dels Premis de la Crítica de les Arts Escèniques va correspondre a la temporada 2007-2008. El lliurament dels premis va tenir lloc a l'Espai Lliure del Teatre Lliure de Barcelona, el 26 de gener de 2009. Aquesta va ser la primera edició en tota la història dels premis en mantenir el mateix nombre de guardons que a l'edició anterior, sense introduir-hi cap canvi o modificació.

## XV Premis de la Crítica de Teatre
| Categoria | Persona | Obra | Autoria | Direcció | Teatre |
| --- | --- | --- | --- | --- | --- |
| Millor espectacle | - | Què va passar quan la Nora va deixar el seu home | Elfriede Jelinek | Carme Portaceli | Teatre Bartrina - Centre d'Arts Escèniques de Reus (CAER) i TNC                                                                                     |
| Millor espectacle internacional | - | The Brothers Size | Tarell Alvin McCraney, Cia. ATC i The Young Vic | Bijan Sheibani | Teatre Lliure (Grec 08) |
| Millor direcció | Carol López | Germanes | Carol López i Grup Focus | - | La Villarroel |
| Millor interpretació femenina | Lluïsa Castell | Què va passar quan la Nora va deixar el seu home | Elfriede Jelinek | Carme Portaceli | Teatre Bartrina - Centre d'Arts Escèniques de Reus (CAER) i TNC                                                                                     |
| Millor interpretació femenina | Vicky Peña | Aprés moi, le déluge (Després de mi, el diluvi) | Lluïsa Cunillé | Carlota Subirós | Teatre Lliure i Centro Dramático Nacional |
| Millor interpretació femenina | Vicky Peña | Homebody/Kabul | Tony Kushner i Grup Focus | Mario Gas | Teatre Romea |
| Millor interpretació femenina | Amparo Fernández | Germanes | Carol López i Grup Focus | Carol López | La Villarroel |
| Millor interpretació masculina | Lluís Soler | L'home de la flor a la boca | Luigi Pirandello i Cia. La Perla 29 | Carlota Subirós | Biblioteca de Catalunya |
| Millor interpretació masculina | Pere Arquillué | Soterrani | Josep Maria Benet i Jornet | Xavier Albertí | Sala Beckett |
| Millor interpretació masculina | Pere Arquillué | El silenci del mar | Vercors (Jean Bruller) | Miquel Górriz | Centres d'Arts Escèniques de Terrassa (CAET), Reus (CAER) i Salt (El Canal) i Sala Muntaner                                                         |
| Millor interpretació masculina | Marc Rodríguez | La forma de les coses | Neil LaBute | Julio Manrique | Teatre Lliure |
| Millor musical | - | Ruddigore o la nissaga maleïda | Gilbert & Sullivan i Cia. Egos Teatre | Joan Maria Segura Bernadas | Versus Teatre |
| Millor espectacle parateatral | - | Brossalobrossotdebrossat | Carles Santos, a partir de la figura i l'obra de Joan Brossa                                                                                        | Carles Santos | Teatre Lliure |
| Millor text | Lluïsa Cunillé | Aprés moi, le déluge (Després de mi, el diluvi) | Lluïsa Cunillé | Carlota Subirós | Teatre Lliure i Centro Dramático Nacional |
| Millor dramatúrgia | Marc Rosich i Calixto Bieito | Tirant lo Blanc | Adpatació de la novel·la homònima de Joanot Martorell                                                                                               | Calixto Bieito | Hebbel-Theater de Berlín, Städtischen Bühnen Frankfurt (en el marc de la Fira del Llibre de Frankfurt) i Teatre Romea                               |
| Millor traducció | Joan Sallent | El Rei Lear | William Shakespeare i Cia. La Perla 29 | Oriol Broggi | Biblioteca de Catalunya (Grec 08) |
| Millor escenografia | Jon Berrondo | Com pot ser que t'estimi tant | Javier Daulte i Cia. T de Teatre | Javier Daulte | TNC |
| Millor escenografia | Jon Berrondo | Boscos endins | Stephen Sondheim, James Lapine i Cia. Dagoll Dagom                                                                                                  | Joan Lluíz Bozzo i Joan Vives | Teatre Municipal de Girona (Temporada Alta 2007) i Teatre Victòria                                                                                  |
| Millor escenografia | Jon Berrondo | Yvonne, princesa de Borgonya | Witold Gombrowicz | Joan Ollé | Teatre Lliure |
| Millor vestuari | Mercè Paloma | Tirant lo Blanc | Marc Rosich i Calixto Bieito, a partir de la novel·la homònima de Joanot Martorell                                                                  | Calixto Bieito | Hebbel-Theater de Berlín, Städtischen Bühnen Frankfurt (en el marc de la Fira del Llibre de Frankfurt) i Teatre Romea                               |
| Millor il·luminació | Lionel Spycher | Coral romput | Vicent Andrés Estellés | Joan Ollé | Teatre Municipal de Girona (Temporada Alta 2007), El Canal-Centre d'Arts Escèniques de Salt-Girona, Escena Nacional d'Andorra i Teatre Lliure       |
| Premi Revelació | Aina Calpe | Sabates de taló alt | Manuel Molins | Albert Mestres | Teatre Tantarantana |
| Premi especial | - Dido and Aeneas, coreografia de Sasha Waltz sobre música d'Henry Purcell, presentada al Teatre Nacional de Catalunya dins del Festival Grec 2008. | - Dido and Aeneas, coreografia de Sasha Waltz sobre música d'Henry Purcell, presentada al Teatre Nacional de Catalunya dins del Festival Grec 2008. | - Dido and Aeneas, coreografia de Sasha Waltz sobre música d'Henry Purcell, presentada al Teatre Nacional de Catalunya dins del Festival Grec 2008. | - Dido and Aeneas, coreografia de Sasha Waltz sobre música d'Henry Purcell, presentada al Teatre Nacional de Catalunya dins del Festival Grec 2008. | - Dido and Aeneas, coreografia de Sasha Waltz sobre música d'Henry Purcell, presentada al Teatre Nacional de Catalunya dins del Festival Grec 2008. |
| Jurat | | | | | |
| El jurat de la quinzena edició, la segona de la segona etapa dels premis, va estar format per Sergi Doria de l'ABC, Francesc Massip i Juan Carlos Olivares de l'Avui, Maria José Ragué i Yolanda García Madariaga d'El Mundo, Begoña Barrena i Marcos Ordóñez d'El País, Núria Sàbat d'El Periódico de Catalunya, Jordi Bordes i Teresa Ferré d'El Punt, Joan Anton Benach i Santi Fontdevila de La Vanguardia i Albert Miret de Teatralnet. | | | | | |